# Alfred-Auguste Ernouf
Alfred-Auguste Ernouf (21. září 1817 Paříž – 11. února 1889) byl francouzský historik a spisovatel.

## Dílo
- Nouvelles études sur la Révolution française; année 1798: révolution helvétique, Italie, Égypte, Paříž, DIdot, 1852.
- Les révolutions de Naples, 1806-1815 deuxième partie, Paříž : Bureaux de la revue contemporaine, 1855.
- Histoire de Waldrade, de Lother II, et de leurs descendants, Paříž, Techener, 1858.
- Histoire de la dernière capitulation de Paris, Paříž, 1859.
- Les îles Ioniennes et la nationalité hellénique, Paříž, La Revue contemporaine, 1863.
- Ludwig van Beethoven, d'après de nouveaux documents, 1864
- Deux inventeurs célèbres: Philippe de Girard - Jacquard, Paříž : Hachette, 1867.
- L'art des jardins; histoire, théorie, pratique de la composition des jardins, parcs, squares, Paříž, J. Rothschild pro Libraire de la Société botanique de France, 1868.
- Le général Kléber Mayence et Vendée, Allemagne, expédition d'Égypte, Paříž, Didier, 1870.
- Les Oiseaux-chanteurs des bois et des plaines : imité de l'allemand, Paříž, J. Rothschild, 1870.
- Souvenirs de l'invasion prussienne en Normandie, Paříž, Didier et cie, 1872.
- Les Français en Prusse (1807 - 1808), Paříž, Didier 1872.
- Denis Papin, sa vie et son œuvre, 1647-1714, Paříž, Hachette, 1874.
- Histoire des chemins de fer français pendant la guerre franco-prussienne, Paříž, Librairie générale dépôt central des éditeurs, 1874.
- Les origines de la photographie : Niepce (1765-1833), Daguerre (1787-1851), 1876
- Pierre Latour du Moulin, créateur de l'industrie du touage a vapeur sa vie, ses ouvres scientifiques, politiques et littéraires, Paříž, Librairie Hachette et C, 1877.
- Cachemire et le Petit Thibet d'après la relation de M. F. Drew, Paříž, Plon Et Cie, 1877
- Du Weser au Zambèze, 1879.
- Souvenirs militaires d'un jeune abbé, soldat de la république (1793-1801), Paříž, Didier et cie, 1881.
- Du droit de juveignerie (Borough-Englisch) et de son origine probable, Paříž, A. Durand et Pedone-Lauriel, 1883.
- Les inventeurs du gaz et de la photographie Lebon d'Humbersin, Nicéphore Niepce, Daguerre, Paříž : Librairie Hachette et cie., 1884.
- Histoire de quatre inventeurs français au XIXe siècle, Paříž : Hachette, 1884.
- Paulin Talabot, sa vie et son œuvre (1799-1885), Paříž, Plon, Nourrit, 1886.
- L'art musical au XIXe siècle. Compositeurs célèbres: Beethoven--Rossini--Meyerbeer--Mendelssohn--Schumann, Paříž, Perrin et cie, 1888.